# Liste des épisodes de Boulevard du Palais

Cette page présente la liste des épisodes de la série télévisée Boulevard du Palais.

## Répartition des épisodes dans les saisons et les DVD
Le nombre d'épisodes par saisons n'est pas régulier : si les cinq premières saisons (1999 à 2003) n'ont présenté chacune que deux épisodes, la sixième (2004) en a comporté quatre. Puis on est revenu à deux pour la septième (2005).
Les saisons suivantes ont été respectivement de 6, 5, 2, 4, 4, 2, 2, 6 et 5 épisodes. Bien entendu ceci ne repose probablement que sur les dates de premières diffusions et peut très bien être sujet à remaniement, comme cela semble déjà avoir été le cas pour les saisons 11 et 12 qui avant septembre 2014 étaient indiquées ici même comme ayant respectivement 3 et 5 épisodes.
Il est à noter enfin que le quatrième épisode (Trepalium) de la saison 15 a été diffusé en février 2014, bien après les 5 autres épisodes de cette saison. Et que suivant certaines sources la saison 16 semblait d'abord commencer par les épisodes 46 (Mort d'un salaud) et 47 (Les liens du sang).
Quant aux coffrets de DVD, les trois publiés à ce jour (février 2015), comportent chacun 8 épisodes :
1. coffret n° 1 (16 octobre 2009) : épisodes 1 à 8
2. coffret n° 2 (4 mars 2010) : épisodes 9 à 16
3. coffret n° 3 (11 octobre 2010) : épisodes 17 à 24

## Saison 1 (1999)

### Épisode 1:La jeune fille et la mort
- France : 26 février 1999 sur France 2

- Marion Game : Simone Rivière, greffière de la juge Lintz
- Frédéric Haddou : Lieutenant Choukroun
- Valérie Leboutte : Maryse, procureur de la République
- Jean-Louis Tribes : Luigi, barman du bar que fréquente Rovère
- Pierre-Arnaud Juin : Montagnac
- Marie Matheron : Éliane Sareil
- Denise Chalem : Lisa Dutertre
- Jean-Marie Frin : Président du tribunal
- Émilie Morin : Mireille
- Clémence Morin : Aline
- Gérard Lecaillon : Député Guillot
- Philippe Mareuil : M. Vignet
- Dimitri Rougeul : Vincent
- Lily Boulogne : Mme Landry
- Lise Payen : Laurence Delahaye
- Adama Ouédraogo : SDF Adrien
- Jonathan Max Bernard : Jeune agresseur Sébastien
- Nicolas Berno : Jeune agresseur Nicolas
- Philippe Kartel : Pharmacien Tortrat
- Arnaud Viard : Marc
- Linh Bui My : Mme Truong
- Benoît Gourley : Gendarme
- Olivier Bonneau : Prévenu
- Marie Mergey : Mère de Nadia
- Jan Rouiller : Responsable Inia
- Jean-Michel Cannone : Procureur
- Jean-Claude Tran : Serveur asiatique
- Gilles Perrin-Lancelot : Policier A
- Éric Mariotto : Patient hôpital
- Anita Plessner : Vieille dame Palais
- Dominique Couche : Surveillante hôpital
- Patrice Leroy : Lornois
- Didier Menin : M. Crépin
- Cécile Laligan : Mme Crépin

### Épisode 2:Le prix d'un enfant
- France : 13 mars 1999 sur France 2

- Marion Game : Simone Rivière, greffière de la juge Lintz
- Valérie Leboutte : Maryse, procureur de la République
- Jean-Louis Tribes : Luigi, barman du bar que fréquente Rovère
- Pierre-Arnaud Juin : Montagnac
- Michel Robin : Isy Scalzman, ami de Nadia
- Aladin Reibel : M. Vernon
- Christiane Ludot : La surveillante
- Jean-Marie Frin : Le président du tribunal
- Alix de Konopka : Mme Merans
- Jean-François Fagour : Me Julien
- Patricia Dinev : Mme Vernon
- Daniel Berlioux : Le professeur Merans
- Nathalie Dorval : Pascale Rouault
- Roger Knobelspiess : Le substitut Gadot
- Alain Payen : Dr Delvoux
- Pascal Ternisien : Le DRH
- Yveline Hamon : Mme Rovère
- Luc Chaumar : Le concierge de Vernon
- Esteban Auroy : Cyril
- Stéphanie Bataille : La secrétaire de Merans
- Marc Rioufol : Le docteur INR
- Magali Muxart : L'hôtesse d'accueil
- Muriel Amat : Mme Velli
- Yves Penay : M. Blaise
- Alexandre Boussat : L'éducateur INR
- Geoffroy Thiebaut : Me Dupuis
- Jean-Jacques Pivert : L'avocat furieux
- Teddy Perez : Le gamin au pansement
- Omar Dawson : Le beur
- Jonathan Laïque : L'enfant de Rovère

## Saison 2 (2000)

### Épisode 1:La guerre des nerfs
- France : 25 février 2000 sur France 2

- Marion Game : Simone Rivière, greffière de la juge Lintz
- Frédéric Haddou : Lieutenant Choukroun
- Valérie Leboutte : Maryse, procureur de la République
- Jean-Louis Tribes : Luigi, barman du bar que fréquente Rovère
- Pierre-Arnaud Juin : Montagnac
- Michel Robin : Isy Scalzman, ami de Nadia
- Yveline Hamon : Mme Rovère
- Sylvie Granotier : Colette Hucha
- Christine Citti : Christine Garrec
- Gérard Lartigau : Séraincour
- Delphine Serina : Carole Regnard
- Rudi Rosenberg : Leonardo
- Blanche Raynal : Mme Séraincour
- Damien Jurie : David
- Cédric Delsaux : Dornot
- Martin Amic : Kevin
- Sébastien Haddouk : Selim
- Daniel Laloux : L'expert
- Loeïza Jacq : Galeriste
- Philippe Cotten : Le voisin d'Isy
- Dominique Daguier : Chargé de communication
- Sébastien Magdane : Marc
- Rémy Roubakha : M. Davier
- Christine Paolini : Mme Davier
- Nathalie Boileau : Hôtesse
- Antoine Régent : Réceptionniste
- Sébastien Brossel : Le stagiaire

### Épisode 2:La jeune morte
- France : 17 mars 2000 sur France 2

- Marion Game : Simone Rivière, greffière de la juge Lintz
- Frédéric Haddou : Lieutenant Choukroun
- Valérie Leboutte : Maryse, procureur de la République
- Jean-Louis Tribes : Luigi, barman du bar que fréquente Rovère
- Pierre-Arnaud Juin : Montagnac
- Michel Robin : Isy Scalzman, ami de Nadia
- Yveline Hamon : Mme Rovère
- Roger Miremont : Meynier
- Marc Citti : Moniteur auto-école
- Yann Collette : Denicourt
- Tara Römer : Marco
- Carmela Ramos : Violaine
- Philippe Kara-Mohamed : Jeune toubib
- Nicolas Wanczycki : Laurent Germont
- Erik Desfosses : M. Caurier
- Michèle Garcia : Mme Caurier
- Marie Dauphin : Témoin piercing
- Stéphane Shoukroun : Technicien écoute
- Stefania Triantafillou : Fille perruque rouge
- Laure Reutermann : Fille perruque verte
- Jean-Pierre Le Cloarec : Loueur bateau
- Christof Veillon : Clément
- Tristan Calvez : Antoine
- Stéphane Algoud : M. Fechner
- Renée Le Calm : Mme Petit
- Philippe Lehembre : Blavier
- Nicolas Welbers : Loubard
- Vincent Primault : Client piercing
- Philippe Paimblanc : Mandarin
- Lena Castagne : Fille camion prévention
- Delphine Bricout : Roumaine
- David Subtil : Gendarme couloir

## Saison 3 (2001)

### Épisode 1:L'Affaire Muller
- France : 9 février 2001 sur France 2

- Marion Game : Simone Rivière, greffière de la juge Lintz
- Frédéric Haddou : Lieutenant Choukroun
- Valérie Leboutte : Maryse, procureur de la République
- Jean-Louis Tribes : Luigi, barman du bar que fréquente Rovère
- Michel Robin : Isy Scalzman, ami de Nadia
- Marcel Bozonnet : Duprey
- Christine Brücher : Mme Muller
- Jean-Michel Noirey : Facco
- Geno Lechner : Clara
- Patrick Bonnel : Salvi
- Marie Mergey : Mme Lintz
- Jean-Marie Frin : Le président
- Sébastien Azzopardi : Fioravanti
- Christophe Kourotchkine : Belluco
- Jovanka Sopalovic : Marie Barbeau
- Bernard Blancan : L'agresseur
- Esther Barale : Secrétaire Facco
- Isabelle Le Nouvel : Alice
- Richard Guedj : Technicien labo
- Christian Bouillette : L'imprimeur
- Daniel Kenigsberg : Le banquier
- Margot Mazzia : Fillette Muller
- Bergamote Thinot : Fillette Muller
- Éric Vo-Van : Flic camionnette
- Laurence Thinot : Domestique

### Épisode 2:Une justice en béton
- France : 14 décembre 2001 sur France 2

- Marion Game : Simone Rivière, greffière de la juge Lintz
- Frédéric Haddou : Lieutenant Choukroun
- Valérie Leboutte : Maryse, procureur de la République
- Jean-Louis Tribes : Luigi, barman du bar que fréquente Rovère
- Michel Robin : Isy Scalzman, ami de Nadia
- Patrick Fierry : Bernard Lemaire
- Éric Viellard : Philippon
- Isabelle Linnartz : Madeleine
- Marie-Armelle Deguy : Élisabeth
- Hervé Briaux : Lescure
- Nadia Barentin : Madame Lemaire
- Jean-Marie Frin : Le président
- Luc-Antoine Diquéro : Monsieur Weller
- Frédérique Bonnal : Maud
- Jean-Pierre Frankfower : Le professeur
- Diane Pierens : La secrétaire
- Christian Pereira : Teyssandier
- Bob Martet : Barman
- Alexandra Robert : Femme accueil
- Anne-Sophie Capdet : La standardiste
- Arsène Jiroyan : Agent
- Philippe Kerjean : Agent
- Georges Benoît : Scientifique
- Philippe Spiteri : Scientifique
- Éric Franquelin : Employé Badel
- Isabelle Flagon : Secrétaire café

## Saison 4 (2002)

### Épisode 1:Des secrets bien gardés
- France : 25 janvier 2002 sur France 2

- Marion Game : Simone Rivière, greffière de la juge Lintz
- Frédéric Haddou : Lieutenant Choukroun
- Michel Robin : Isy Scalzman, ami de Nadia
- Jean-Marie Frin : Président du tribunal
- Jean-Marie Lamour : Servier
- Carlo Brandt : Général Saint-Simon
- Philippe Lelièvre : Colonel Charrier
- Gabrielle Forest : Colonel Fischer
- Hélène Vauquois : Madame Saint-Simon
- Luc Lavandier : Greg
- Nâzim Boudjenah : Alexis Saint-Simon
- Philippe Kerjean : Luc Forney
- Dominique Régnier : Armelle
- Daniel Isoppo : M. Bardin
- Alexis Desseaux : André
- Fedele Papalia : Cousin Luigi
- Riton Liebman : Barman 666
- Samia Sassi : Infirmière radio
- Yves Penay : Maître de cérémonie
- Catherine Griffoni : Médecin
- Valérie Nosrée : Secrétaire général
- Alain Zef : Brancardier
- Pascal Aubert : Médecin Servier

### Épisode 2:Les murmures de la forêt
- France : 13 décembre 2002 sur France 2

- Marion Game : Simone Rivière, greffière de la juge Lintz
- Frédéric Haddou : Lieutenant Choukroun
- Jean-Louis Tribes : Luigi, barman du bar que fréquente Rovère
- Michel Robin : Isy Scalzman, ami de Nadia
- Jean-Marie Lamour : Servier
- Hélène Surgère : Iris Leval
- Marc Rioufol : Costini
- Elsa Kikoïne : Françoise
- Bernard Larmande : M. Dubois
- Philippe Bas : Bertrand
- Niels Dubost : Leblanc
- Bernard Bloch : Patron Jeune taupe
- Joëlle Bouvier : Édith
- Jean-Christophe André : Gendarme
- Sylvie Genty : Médecin du travail
- Christophe Lebeslour : Inspecteur hygiène
- Hervé Langlois : Antoine, le journaliste
- Leslie Vicas : Responsable hyper
- Grégoire Vigneron : Maître de cérémonie
- Philippe Borga : Médecin pompier

## Saison 5 (2003)

### Épisode 1:Revers de médaille
- France : 31 janvier 2003 sur France 2

- Marion Game : Simone Rivière, greffière de la juge Lintz
- Frédéric Haddou : Lieutenant Choukroun
- Jean-Louis Tribes : Luigi, barman du bar que fréquente Rovère
- Michel Robin : Isy Scalzman, ami de Nadia
- Erick Deshors : Baupin
- Serge Sauvion : Charles Sainte-Perse
- Stéphane Höhn : Éric Sainte-Perse
- Pascal Bongard : François Camus
- Gwennola Bothorel : Audrey Montcenis
- Sabrina Leurquin : Géraldine
- Fadila Belkebla : Gardienne Sainte-Perse
- Patrick Zard : Michel
- Canis Crevillen : Anne
- Valérie Even : Secrétaire Sainte-Perse
- Saïda Jawad : Mlle Ben Kebla
- Gwenaël Clause : Bleu
- Gaëlle Depauw : Laure

### Épisode 2:Trahisons
- France : 23 mai 2003 sur France 2

- Marion Game : Simone Rivière, greffière de la juge Lintz
- Frédéric Haddou : Lieutenant Choukroun
- Jean-Louis Tribes : Luigi, barman du bar que fréquente Rovère
- Michel Robin : Isy Scalzman, ami de Nadia
- Thierry René : Anthony Dikko
- Anne Le Ny : Agnès Lubin
- Edgar Givry : Juge Delarives
- Jean-Pierre Lazzerini : Schneider
- Esse Lawson : Ismaïla
- Cécile Camp : Armelle Robert
- Eva Ionesco : Madame Ronarch
- Bruno Guillot : Le Mener
- Laurent Jumeaucourt : Hervé
- Romain Vissol : Voisin Rovère
- Benjamin Boyer : Agent
- Céline Duhamel : Concierge hôtel
- Éric Mariotto : Policier centre de transit
- Husky Kihal : Médecin SAMU
- Yves Passard : Greffier
- Pascal Pistacio : Indic
- Antoine Herbez : Capitaine Piemont

## Saison 6 (2004)

### Épisode 1:Beauté trahie
- France : 6 février 2004 sur France 2

- Marion Game : Simone Rivière, greffière de la juge Lintz
- Frédéric Haddou : Lieutenant Choukroun
- Fred Nony : Frédo, barman du bar que fréquente Rovère
- Alexandre Cros : Jagot
- Raphaël Krepser : Serrano
- Violetta Sanchez : Patronne Jazzy
- Fani Kolarova : Irina / Zelda
- Johan Leysen : Dauriac
- Yann Babilée : Chirurgien
- Rebecca Potok : Femme de l'IJ
- Jérôme Bertin : Servier
- Gaelle Hausermann : Lola
- Marie-Charlotte Leclaire : La gardienne
- Daniel San Pedro M. Vendrenne
- Virginie Darmon : Mme Vendrenne
- Estelle Faye : Avocate Mme Vendrenne
- Leslie Vicas : Avocate chirurgien
- Beatrice De Roaldes : Ex Mme Dauriac

### Épisode 2:Le Récidiviste
- France : 21 mai 2004 sur France 2

- Marion Game : Simone Rivière, greffière de la juge Lintz
- Frédéric Haddou : Lieutenant Choukroun
- Fred Nony : Frédo, barman du bar que fréquente Rovère
- Michel Robin : Isy Scalzman, ami de Nadia
- Alexandre Cross : Jagot
- Jean-Yves Chatelais : Bréville
- Stéphan Guérin-Tillié : Patrick Moll
- Frédérique Ruchaud : Pauline Godard
- Philippe Bizari : Lucas
- Patrice Bornand : Patron CD
- Aurore Delauney : Julie Sagnol
- Marina de Van : Pascale Rolin
- Patrick Messe : M. Sagnol
- Christine Paolini : Mme Sagnol
- Laurie Lefret : Cécile
- Robin Buttard : Marc Tollet
- Denis Braccini : M. Beaunoir
- Philippe Kartel : M. Bernard
- Serge Thiriet : Policier uniforme
- Sacha Briquet : Maître d'hôtel

### Épisode 3:Rêve d'Afrique
- France : 18 juin 2004 sur France 2

- Marion Game : Simone Rivière, greffière de la juge Lintz
- Frédéric Haddou : Lieutenant Choukroun
- Fred Nony : Frédo, barman du bar que fréquente Rovère
- Michel Robin : Isy Scalzman, ami de Nadia
- Stéphane De Groodt : Pascal Jagot
- Christof Veillon : Christophe
- Nathalie Roussel : Marina Deban
- Samuel Perche : Léo Diaz
- Catherine Marchal : Line Karvin
- Iris Vincent : Sétona
- Annie Jouzier : Patronne Léo
- Jean-Pierre Durand : Contremaître
- Zack Zublena : Flic civil entrepôt 1
- Vincent Ogé : Flic civil entrepôt 2
- Dimitri Radochevitch : Gravier
- Laurentine Milebo : La mama
- Pascal Aubert : Médecin SAMU
- Cémil Yaramis : Policier uniforme
- Dominique Légitimus : Brancardier
- Géraldine Mouton : Maître Robert

### Épisode 4:Mauvaise pente
- France : 18 juin 2004 sur France 2

- Marion Game : Simone Rivière, greffière de la juge Lintz
- Frédéric Haddou : Lieutenant Choukroun
- Fred Nony : Frédo, barman du bar que fréquente Rovère
- Michel Robin : Isy Scalzman, ami de Nadia
- Stéphane De Groodt : Pascal Jagot, procureur de la République
- Matthieu Rozé : Simon Plissonnier
- Laurent Hennequin : Keller
- Isabelle Habiague : Maria Novak
- Arnaud Arbessier : Fabrice Lequintrec
- Zuriel De Peslouan : Jimmy
- Yves-Robert Viala : Raymond
- François Loriquet : Martory
- Patrice Juiff : Le capitaine pompiers
- Raphaëlle Cambray : Violaine Girodano
- Emmanuel Depoix : L'avocat de Giordano
- Nathalie Quenard : Nathalie Carrieux
- Sylvie Flepp : La gardienne

## Saison 7 (2005)

### Épisode 1:Une mort de trop
- France : 13 mai 2005 sur France 2

- Marion Game : Simone Rivière, greffière de la juge Lintz
- Frédéric Haddou : Lieutenant Choukroun
- Fred Nony : Frédo, barman du bar que fréquente Rovère
- Michel Robin : Isy Scalzman, ami de Nadia
- Stéphane De Groodt : Pascal Jagot, procureur de la République
- Féodor Atkine : Charles Vendémiaire
- Fabrice Deville : Fabien Vendémiaire
- Audrey Hamm : Clarisse
- Rosine Cadoret : Mme Clémenti
- Bertrand Coupey : Stéphane Fougères
- Emmanuel Vieilly : Vigile
- François Soule : Maître Rambert
- Frédéric Darié : Officier IGS 1
- Jean-Christophe Barc : Guy Morin
- Catherine Le Henan : Gérante agence
- Patrick Lambert : Employé voirie 1
- Fabrice Feltzinger : Employé voirie 2
- Olivier Belmondo : Kiegel
- Dominique Légitimus : Chauffeur taxi
- Lydie Muller : Lydia
- Danik Patisson : Mme Vendémiaire
- Olivier Riquelme : OPJ 1
- Jean-Luc Horvais : OPJ Berthot
- Hervé Gamondes : Poujol
- Prisca Demarez : Vanessa Clémenti

### Épisode 2:Autopsie d'un couple
- France : 25 novembre 2005 sur France 2

- Marion Game : Simone Rivière, greffière de la juge Lintz
- Frédéric Haddou : Lieutenant Choukroun
- Fred Nony : Frédo, barman du bar que fréquente Rovère
- Michel Robin : Isy Scalzman, ami de Nadia
- Stéphane De Groodt : Pascal Jagot, procureur de la République
- Samuel Labarthe : Jérôme Mondillet
- Catherine Aymerie : Cécile Mondillet
- Julie Fournier : Béatrice Rinaldi
- Dominique Isnard : Florence Solagnac
- Henry-David Cohen : Thierry Montalembert
- Benjamin Boyer : Thomas Belfort
- Olivier Till : Barman du club
- Denis Chérer : L'amant
- Serge Biavan : Gaspard Metivier
- Cédric Colas : Altdorfer
- Nadine Capri : Mlle Perraud
- Yveline Hamon : Claudie

## Saison 8 (2006)

### Épisode 1:Poids lourds
- France : 20 janvier 2006 sur France 2

- Marion Game : Simone Rivière, greffière de la juge Lintz
- Frédéric Haddou : Lieutenant Choukroun
- Fred Nony : Fredo
- Michel Robin : Isy Scalzman, ami de Nadia
- Stéphane De Groodt : Pascal Jagot, procureur de la République
- Julie Judd : Lætitia Calignani
- Guillaume Romain : Antoine Fernandez
- Éric Poulain : Fabien Costel
- Christian Bouillette : Joubert
- Adrien Saint-Joré : Éric Marchand
- Michèle Ernou : Mado Carton
- Patricia Cartier : Françoise Asselin
- Christian Thénier : Type glauque
- Patrick Hamel : Avocat de Lætitia

### Épisode 2:Rituels barbares
- France : 9 juin 2006 sur France 2

- Marion Game : Simone Rivière, greffière de la juge Lintz
- Frédéric Haddou : Lieutenant Choukroun
- Stéphane De Groodt : Pascal Jagot, procureur de la République
- Thierry Harcourt : Mac Kendrick
- Noémie Rosenblatt : Angela
- Émilie de Preissac : Ludivine
- Grégory Quidel : Romain
- Thibaut Corrion : Aymeric Viaud
- Alban Lenoir : Gilles Ravelli
- Michel Bompoil : Professeur Lalande
- Jean-Marc Roulot : M. Lebret
- Christophe Vandevelde : Voisin Dubuisson
- Cécile Brune : Mme Viaud
- Jean-Yves Roan : M. Viaud
- Karina Testa : Samira

### Épisode 3:Affaire classée
- France : 8 septembre 2006 sur France 2

- Marion Game : Simone Rivière, greffière de la juge Lintz
- Frédéric Haddou : Lieutenant Choukroun
- Stéphane De Groodt : Pascal Jagot, procureur de la République
- Christophe Veillon : Christophe
- Lara Menini : Élodie
- Alexandre Jazede : Erwan
- Stéphane Boucher : Xavier Deltran
- Pierre Poirot : Lieutenand Evrard
- Philippe Demarle : Greffier Marescal
- Laurent Manzoni : Avocat Marescal
- Fred Bianconi : Thierry Arnoult
- Luce Mouchel : Cécile Dozier
- Pierre Diot : Franck Dozier
- Jean-Marie Lecoq : Témoin Devogel
- Tugdual Rio : Employé des scellés

### Épisode 4:Le jugement de Salomon
- France : 27 octobre 2006 sur France 2

- Marion Game : Simone Rivière, greffière de la juge Lintz
- Frédéric Haddou : Lieutenant Choukroun
- Stéphane De Groodt : Pascal Jagot, procureur de la République
- Fred Nony : Fredo
- Matthieu Rozé : Simon Plissonnier
- Marc Citti : Paul Sander
- Mélisandre Meertens : Audrey Sander
- Audrey Hamm : Clarisse
- Hélène Foubert : Karine Chambon
- Dan Herzberg : Manu Manzoni
- Liana Fulga : Mickaela
- Marinela Pop-Campeanu : Interprète
- Arnaud Prusak : Matthias
- Pierre Remund : Père Matthias
- Nathalie Boileau : Mère Matthias
- Sam Dallank : Maître Khorsan
- Marie-Sohna Condé : Institutrice
- Nathalie Krebs : Coach
- Laurent Berthet : Gérant
- Sabri Lahmer : Épicier
- Thierry Nenez : Concierge Sander

### Épisode 5:Meurtre en négatif
- France : 10 novembre 2006 sur France 2

- Marion Game : Simone Rivière, greffière de la juge Lintz
- Frédéric Haddou : Lieutenant Choukroun
- Stéphane De Groodt : Pascal Jagot, procureur de la République
- Fred Nony : Fredo
- Xavier de Guillebon : Éric Grimbert
- Marie-Lorna Vaconsin : Iris Castelier
- Jean-Pierre Malo : Louis Feral
- Hélène Seuzaret : Arielle Koski
- Frédéric Andrau : Fred Koski
- Christophe Reymond : Étienne Lorrain
- Audrey Hamm : Clarisse
- Stéphane Duclot : Maître Vanelli
- Ken Samuels : Fuller
- Élodie Fontan : Lisa Viannet
- Warren Zavatta : Gilles Warmuz
- Sarah Owen : Patty Mac Neil
- Julien Delettre : Coursier
- Jean Tom : Interne
- Pascal Prévost : Chauffeur

### Épisode 6:L'affaire Isabelle Duhesmes
- France : 22 décembre 2006 sur France 2

- Marion Game : Simone Rivière, greffière de la juge Lintz
- Frédéric Haddou : Lieutenant Choukroun
- Stéphane De Groodt : Pascal Jagot, procureur de la République
- François Marthouret : Richard Duhesmes
- Delphine Rich : Françoise Duhesmes
- Julia Molkhou : Isabelle Duhesmes
- Julie de Bona : Elsa Leiris
- Brice Hillairet : Jean Luc Le Floch
- Charlie Nelson : Hardy

## Saison 9 (2007-2008)

### Épisode 1:Un petit coin sans histoire
- France : 22 juin 2007 sur France 2

- Marion Game : Simone Rivière, greffière de la juge Lintz
- Frédéric Haddou : Lieutenant Choukroun
- Stéphane De Groodt : Pascal Jagot, procureur de la République
- Lara Guirao : Stéphanie Simon
- Thibault de Montalembert : Le juge Paul Robesse
- Pierre-Alain Chapuis : Serge Carminati
- Florence Müller : Florence Carminati
- Christophe Odent : François Peyroche
- Valérie Sibilia : Camille Peyroche
- Marc Bodnar : Ludovic Masquelier
- Thierry Gimenez : Michel Freignault
- Hélène Godec : La commerciale immobilier
- Aghmane Ibersiene : Le livreur de pizza
- Sophie Pincemaille : L'assistante sociale

### Épisode 2:Crédit revolver
- France : 14 septembre 2007 sur France 2

- Marion Game : Simone Rivière, greffière de la juge Lintz
- Frédéric Haddou : Lieutenant Choukroun
- Stéphane De Groodt : Pascal Jagot, procureur de la République
- Fred Nony : Fredo
- Laurent Collard : Olivier Chabert
- Dimitri Radochevitch : Jean Chabert
- Samantha Markowic : Muriel Kleber
- Tony Gaultier : Franck Kleber
- Serge Avédikian : Gilbert Draconnet
- Jean Dell : Gérard Falsetta
- Clémence Boué : Patricia Vercel
- Nicolas Briançon : Yann Delpech
- Éric Pierrot : Éric d'Amont
- Mélanie Leray : Nathalie Forest
- Audrey Hamm : Sandra
- Benoît Guillon : Christophe Santos
- Catherine Gnon : Gardienne Chabert
- Alexandre Jean : SDF
- Jacques Leplus : Concierge hôtel
- Rémy Roubakha : L'homme saisie

### Épisode 3:La cité des coupables
- France : 23 novembre 2007 sur France 2

- Marion Game : Simone Rivière, greffière de la juge Lintz
- Frédéric Haddou : Lieutenant Choukroun
- Stéphane De Groodt : Pascal Jagot, procureur de la République
- Fred Nony : Frédo
- Catherine Wilkening : Me Caroline Oppenheim
- Delphine Rivière : Anaïs Maupin
- Aline Le Berre : Armelle Sauvageot
- Chantal Garrigues : Judith Sancenay
- Hadge Abdellaoui : Abdellatif Keddache
- Maya Borker : Violaine Maupin
- Fattoumata Dagnogo : Aimée Doukouré
- Benjamin Egner : Renaud Sampierre
- Sophie Gourdin : Médecin Anaïs
- Benoît Gourley : Lorquin
- Sophie Lesaint : Journaliste JT
- Thierry Nenez : Jean-Yves Cordelier
- Pascal Parmentier : Maître chien
- Alexandre Pottier : Policier friche
- Driss Ramdi : Sofiane Cherkaoui
- Alain Rimoux : Président de la Cour
- Guillaume Toucas : David Sancenay

### Épisode 4:Dîner froid
- France : 7 décembre 2007 sur France 2

- Marion Game : Simone Rivière, greffière de la juge Lintz
- Frédéric Haddou : Lieutenant Choukroun
- Stéphane De Groodt : Pascal Jagot, procureur de la République
- Fred Nony : Frédo
- Jacques Spiesser : Nathan Benisti
- Marie Félix : Agnès Baudoin
- Stéphane Medez : Julien Ginola
- Romain Rondeau : Daniel Cohen
- Jeanne Ferron : Anne-Laure Ginola
- Annie Mercier : Grand-mère Baudoin
- Patrice Melennec : Grand-père Baudoin
- Bernard Bouillon : Nicolas Bara
- Maxime Dambrin : Ado échecs
- Claude Mercutio : Léon Duquesne
- Philippe Lehembre : Horace Marinier
- Walter Shnorkell : Chauffeur Baudoin
- Monique Couturier : Vieille dame
- Philippe Sollier : Me Vallin

### Épisode 5:La Geôle
- France : 14 mars 2008 sur France 2

- Marion Game : Simone Rivière, greffière de la juge Lintz
- Frédéric Haddou : Lieutenant Choukroun
- Stéphane De Groodt : Pascal Jagot, procureur de la République
- Fred Nony : Frédo
- Catherine Salviat : Marie Pessoa
- Lannick Gautry : Richard Pessoa
- Éric Naggar : David Glorion
- Céline Gorget : Mathilde Pessoa
- Hubert Delattre : Sylvain Pessoa
- Jean-Paul Dubois : Bernard Pessoa
- Philippe Fauconnier : François Quesnel
- Sophie Bouilloux : Florence Domecq
- Arno Feffer : Rémi Moreuil
- Boris de Mourzitch : Avocat Moreuil
- Serge Biavan : Lieutenant de Quesnel
- Laurent Claret : Président des Assises
- Frédéric Gérard : Homme retraité témoin
- Claudine Delvaux : Femme retraitée témoin

## Saison 10 (2008)

### Épisode 1:Stationnement dangereux
- France : 10 octobre 2008 sur France 2

- Anne Cressent : Charlotte, greffière de la juge Lintz
- Cylia Malki : Yasmine Kerouane, procureur de la république
- Guillaume Denaiffe : Cauteret
- Mathieu Vervisch : Le Goff
- Nadia Fossier : Sandra Milesi
- Asil Raïs : Docteur Jacquelin
- Amélie Daure : Muriel Gauthier
- Laureline Romuald : Agnès Fontenelle
- Pierre Berriau : Tom SDF
- Arièle Semenoff
- Chloé Béziat : Marion
- Thierry Levaret : Père Marion
- Stéphane Jobert : Gardien Parking
- Bérangère Nicolle : Infirmière
- Philippe Rigot : SDF
- Jean-Jacques Bathie : Patron Bistrot Foot
- Franck Soumah : Flic Cellule Muriel
- Marie Mergey : Maman Nadia
- Béatrice Demachy : Surveillante Générale
- Geordy Monfils : Kévin
- Guillaume Durieux : Avocat de Kévin
- Benjamin Baclet : Guillaume Fontenelle
- Alain Leheutre : Avocat de Fontenelle

### Épisode 2:Angélique
- France : 17 octobre 2008 sur France 2

- Anne Cressent : Charlotte, greffière de la juge Lintz
- Cylia Malki : Yasmine Kerouane, procureur de la république
- Laurent Claret : Le président
- Maxime Leroux : Altchek
- Meimouna Magiraga : Angélique
- Serge Martina : Francis Mondavaux
- Eva Mazauric : Masha Jaunin
- Renaud Marx : Dr. Belle-Roche
- Benoît Marchand : Stéphane Mondavaux
- Carine Koeppel : Isabelle Mondavaux
- Claudia Tagbo : Madame Wakalo
- Jérôme Keen : Médecin urgentiste
- Thomas Chabrol : Étienne Mageard
- Laurent D'Olce : Homme sexy
- Louisa Baïleche : Psy Nadia
- Syed Ahmed Qadri : Gérant Phone Call
- Olivier Cabassut : Barman café homme sexy
- Jean-Michel Monroc : Flic pavillon Mondavaux
- Benjamin Bouissoux : Flic voies ferrées
- Yves Penay : Bénévole Emmaüs homme
- Sabine Heraud : Bénévole Emmaüs femme

## Saison 11 (2009-2010)

### Épisode 1:Un crime ordinaire
- France : 2 septembre 2009 sur France 2

### Épisode 2:Loin du soleil
- France : 9 septembre 2009 sur France 2

### Épisode 3:Jeu de massacre
- France : 27 novembre 2009 sur France 2
- dépôt légal : 2009

### Épisode 4:Au cœur du piège
- France : 19 mars 2010 sur France 2

## Saison 12 (2010-2011)

### Épisode 1:Un marché de dupes
- France : 3 septembre 2010 sur France 2

### Épisode 2:Trop jeune pour toi
- France : 10 septembre 2010 sur France 2
- dépôt légal : 2010

### Épisode 3:Notre enfant
- France : 18 février 2011 sur France 2

### Épisode 4:La ballade du pendu
- France : 25 février 2011 sur France 2
- dépôt légal : 2010

## Saison 13 (2011)

### Épisode 1:Angle mort
- France : 9 septembre 2011 sur France 2
- dépôt légal : 2011

- France : 3,84 millions de téléspectateurs (15,5 %)[1] (première diffusion)

- Anne Cressent : Charlotte, greffière de la juge Lintz
- Fadila Belkebla : Leïla Kauffman, substitut du procureur
- Anne Loiret : Christine Breuil
- Olivier Ythier : Maître Meyer
- Jean-Michel Vovk : Jacques Grimaud
- Caroline Baehr : Olivia Grimaud
- Céline Vitcoq : Nathalie Peyssac
- Lise Werckmeister : Léa Morel
- Alexandre Donders : Maitre Coudreau
- Nicolas Gerout : OPJ 1
- Jérémie Covillault : Maître Froissard
- Gérald Maillet : Lionel Baillet
- Charline Paul : Madame Baillet
- Chad Chenouga : Psy Olivia
- Cyrille Bonnet : Nicolas Perez
- Flavien Tassart : Chauffeur de bus
- Georges Siatidis : Juge Delvier

### Épisode 2:Fou à délier
- France : 16 septembre 2011 sur France 2
- dépôt légal : 2011

- France : 4,18 millions de téléspectateurs (16,7 %)[2] (première diffusion)

- Anne Cressent : Charlotte, greffière de la juge Lintz
- Fadila Belkebla : Leïla Kauffman, substitut du procureur
- Jean-Paul Bordes : Patrice Jensen
- Vanessa Larré : Isabelle
- Tony Verzele : Sébastien
- Tristan Aldon : Tom
- Moïse Santamaria : Nabil
- Sophie Barjac : Juge enfants
- Hervé Briaux : Olivier Favre
- Françoise Le Plénier : Secrétaire
- Laure Calamy : Médecin
- Philippe Vieux : Psy Rovère
- Marie Berto : Sylvie Audar
- Kevin Desmarescaux : OPJ
- Nicolas Guigou : Jeune
- Claire Beaugé : Virginie Audar

## Saison 14 (2012)

### Épisode 1:Destin 95C
- France : 27 avril 2012 sur France 2
- dépôt légal : 2011

- France : 3,93 millions de téléspectateurs (15 %)[3] (première diffusion)

- Anne Cressent : Charlotte, greffière de la juge Lintz
- Fadila Belkebla : Leïla Kauffman, substitut du procureur
- Olivier Ythier : Maître Meyer
- Doria Achour : Bouchra Hassad
- Shemss Audat : Myriam Hassad
- Baya Belal : Fatima Hassad
- Medhi Bouguettouche : Rachis Djaori
- Remy Ferreira : Kevin
- Pascaline Hamel : Mère jeune fille
- Sébastien Houbani : Morin
- Sandrine Houlet : La gardienne
- Mourad Karoui : Abdel Bouajila
- Patricia Malvoisin : Avocate Delbarre
- Davia Martelli
- Éric Ruf : Xavier Delbarre
- Karim Seghair : Malik Hassad
- Benoît Tachoires : Docteur Joubert

### Épisode 2:Ravages
- France : 4 mai 2012 sur France 2
- dépôt légal : 2011

- France : 3,92 millions de téléspectateurs (14,3 %)[4] (première diffusion)

- Anne Cressent : Charlotte, greffière de la juge Lintz
- Fadila Belkebla : Leila Kauffman, substitut du procureur
- Johnny Amaro : Kenny Duroc
- Jérémy Azoulay : Livreur fleurs
- Hubert Benhamdine : Maxime
- Jean-Louis Coulloc'h : Didier Roussel
- Hervé Dandrieux : Négociateur
- Xavier Desmoutiers : Gendarme Léo
- Clovis Fouin : Jérémie Deloison
- Paul Goumillou : Gendarme Cyril
- India Hair : Juliette Roussel
- Sébastien Houbani : Morin
- Pierre Lottin : Léo Gérard
- Florence Müller : Géraldine Deloison
- Thierry Nenez : Ex-patron Cyril
- Pierre Nisse : Cyril Vannier
- Dimitri Rataud : Carraze
- Frédéric Scotlande : Chef de groupe du GIGN
- Astrid Whettnall : Anita Vannier

## Saison 15 (2013-2014)

### Épisode 1:Silence de mort
- France : 27 septembre 2013 sur France 2

- France : 3,31 millions de téléspectateurs (13,7 %)[5] (première diffusion)

- Cassandre Vittu de Kerraoul : Lieutenant Tina Varese
- Anne-Sophie Germanaz : Émilie, greffière de la juge Lintz
- Guillaume Cramoisan : Arnaud Barthélémy, vice-procureur de la république
- Léa Betremieux : Chloé Pelletier
- Martin Barlan : Clément Perrin
- Caroline Bourg : Lise Pelletier
- Tommy Cavillon : Avocat Perrin
- Pauline Cooper : Jennifer Parmentier
- Jean-Charles Deval : Reynald Dentremont
- Nadia Fossier : Chantal Perrin
- Eram Ishaque : Jasmine Darmouti
- Irène Ismaïloff : Mme Alveira
- Arthur Jacquin : Sébastien Keller
- Annabelle Lengronne : Avocat Keller
- Nawell Madani : Saïda Bouati
- Olivier Mag : Mr. Zakary
- Mathias Mlekuz : Régis Perrin
- Magali Muxart : Commandante Office Central
- Philippe Rigot : Avocat Dentremont
- Ludovic Schoendoerffer : Olivier Gallet
- Gérard Sergue : Maître Serrati

### Épisode 2:Une juste cause
- France : 4 octobre 2013 sur France 2

- France : 3,75 millions de téléspectateurs (15,6 %)[6] (première diffusion)

- Cassandre Vittu de Kerraoul : Lieutenant Tina Varese
- Anne-Sophie Germanaz : Émilie, greffière de la juge Lintz
- Guillaume Cramoisan : Arnaud Barthélémy, vice-procureur de la république
- Léa Betremieux : Chloé Fresnay
- Christophe Reymond : Laurent Joly
- Cyrille Thouvenin : Éric Joly
- Julie Victor : Adèle Lafleur, substitut du procureur
- Zakariya Gouram : Charles Moron
- Geneviève Fontanel : Geneviève Joly
- Lucie Peltier : Marianne Gremillon
- Ilian Raad : Rémy Joly
- Miglen Mirtchev : Ioan Balasko
- Dominique Frot : Simone Vercoutre
- Fejria Deliba : Juge Delay
- Jean-Michel Marnet : Maquereau
- Amandine Chauveau : Prostituée
- Fabien Lagrange : Flic Prostituée
- Patrick Boshart : Ganea
- Petia Alabozova : Irina
- Marek Kossakowski : Niku Angelov
- Elsa Galles : Ariane Barthelemy
- Franck Pech : Policier en civil
- Christine Anglio : Anne Durand

### Épisode 3:Aimez-moi
- France : 11 octobre 2013 sur France 2

- France : 3,86 millions de téléspectateurs (15,4 %)[7] (première diffusion)

- Cassandre Vittu de Kerraoul : Lieutenant Tina Varese
- Anne-Sophie Germanaz : Émilie, greffière de la juge Lintz
- Guillaume Cramoisan : Arnaud Barthélémy, vice-procureur de la république
- Léa Betremieux : Chloé Fresnay
- Julie Victor : Adèle Lafleur, substitut du procureur
- Florian Colas : Julie Divignat
- Patrick Descamps : Père Leguyadère
- Philippe Dusseau : Pierre Divignat
- Sophie-Charlotte Husson : Claire Divignat
- Roman Kane : Stéphane Martin
- Arnaud Le Bozec : Journaliste
- Morgan Malet : Louis Divignat
- Emmanuel Meirieu : Médecin Famille Nadia
- Tristan Robin : Dimitri Butelle
- Grégoire Thoby : Alexandre Carr
- Oriane Vittu De Kerraoul : Émilie Divignat
- Alex Waltz : Médecin Clinique Nadia

### Épisode 4:Trepalium
- France : 28 février 2014 sur France 2

- France : 3,38 millions de téléspectateurs (13,3 %)[8] (première diffusion)

- Cassandre Vittu de Kerraoul : Lieutenant Tina Varese
- Anne-Sophie Germanaz : Émilie, greffière de la juge Lintz
- Guillaume Cramoisan : Arnaud Barthélémy, vice-procureur de la république
- Léa Betremieux : Chloé Fresnay
- Julie Victor : Adèle Lafleur, substitut du procureur
- Cécile Camp : Caroline Duplessis
- Pascal Elso : Chauvel
- Agnès Sourdillon : Michelle Bello
- Sophie Maréchal : Lou Duplessis
- Coralie Revel : Anne Rocher
- Mathieu Lourdel : Tristan Bello
- Dorothée Tavernier : Antoinette Savoret
- Daniel Lobé : Thierry
- Nina Mélo : Estelle Monnier
- Frédéric Laurent : Patrick Bello
- Gaelle Hausermann : Flic brigade mineurs
- Erico Salamone : Avocat femme Arnaud
- Philippe Résimont : Juge Boudiot
- Michel Bouis : Agent nettoyage piscine
- Maxime d'Aboville : Éducateur Chloé
- Elsa Galles : Ariane Barthélémy

### Épisode 5:Mort d'un salaud
- France : 23 mai 2014 sur France 2

- France : 3,81 millions de téléspectateurs (15,4 %)[9] (première diffusion)

- Cassandre Vittu de Kerraoul : Lieutenant Tina Varese
- Anne Cressent : Charlotte, greffière de la juge Lintz
- Julie Victor : Adèle Lafleur, substitut du procureur
- Véronique Dossetto : Magali
- Émilie Chesnais : Jennifer
- Arnaud Binard : Coutanceau
- Sophie Mounicot : Valérie
- Olivier Charasson : Marval
- Léopoldine Serre : Cindy
- Jeanne Ruff : Tiphaine
- Natacha Aquilon : Aïssa Traoré
- Patrick Ligardes : Kerouane
- Zoon Besse : Patron bar Jonque
- Paco Boublard : Larrieu
- Patrick Hamel : Avocat Marval
- Pierre Laplace : Ludovic Vestrate
- Anne Goustille : Casabian
- Sébastien Pierre : Luigi
- Olivier Florentin : Surveillant pénitentiaire
- Jean-Claude Tisserand : Kader Ghadani
- Lorene Devienne : Journaliste TV
- Romain Lancry : Christophe
- Samir Trabelsi : Employé fourrière

### Épisode 6:Les liens du sang
- France : 30 mai 2014 sur France 2

- France : 3,85 millions de téléspectateurs (17,3 %)[10] (première diffusion)

- Cassandre Vittu de Kerraoul : Lieutenant Tina Varese
- Anne Cressent : Charlotte, greffière de la juge Lintz
- Julie Victor : Adèle Lafleur, substitut du procureur
- Véronique Dossetto : Magali
- Sophie Mounicot : Valérie
- Léopoldine Serre : Cindy
- Jeanne Ruff : Tiphaine
- Patrick Ligardes : Kerouane
- Zoon Besse : Patron bar Jonque
- Paco Boublard : Larrieu
- Sébastien Pierre : Luigi
- Romain Lancry : Christophe
- Azdine Keloua : Mehdi
- Amir Abou El Kacem : Yacine
- Jacques Fontanel : Directeur centre AEMO
- Rémy Roubakha : Patron société de livraison
- Philippe Rigot : Le machiste
- Pierre Bénézit : Éducateur Tiphaine
- Laurent Saint-Gérard : Maître Ponti
- Alika Del Sol : Maître Chebbi
- Candide Sanchez : Le postier
- Tommy Cavillon : Policier 1
- Tony Harrisson : Jocelyn
- José da Silva : Patron café PMU
- Christophe Aquillon : Avocat Ghadani

## Saison 16 (2014-2016)

### Épisode 1:Une vie au placard
- Suisse : 30 août 2014 sur RTS Un
- France : 5 septembre 2014 sur France 2

- France : 3,15 millions de téléspectateurs (13,7 %)[11] (première diffusion)

- Cassandre Vittu de Kerraoul : Lieutenant Tina Varese
- Anne Cressent : Charlotte, greffière de la juge Lintz
- Julie Victor : Adèle Lafleur, substitut du procureur
- Jules-Angelo Bigarnet : Hugo, fils du lieutenant Dimeglio
- Éric Naggar : Le procureur
- Philippe Duquesne : Alexandre / Stéphane
- Élise Larnicol : Sonia
- Pascal Decolland : Docteur Bernier
- Jean-Paul Dubois : Paul
- Antoine de Prekel : Oscar
- Rosine Favey : Simone
- Alban Aumard : Clément Royot
- Guillaume Dolmans : Olivier le cycliste
- Jacques Marchand : Général Hormont
- Michel La Rosa : Médecin Nadia
- Claudine Acs : Christiane

### Épisode 2:Un bien pour le mal
- Belgique : 8 septembre 2014 sur La Une
- France : 20 février 2015 sur France 2

- France : 3,39 millions de téléspectateurs (13,7 %)[12] (première diffusion)

- Cassandre Vittu de Kerraoul : Lieutenant Tina Varese
- Anne Cressent : Charlotte, greffière de la juge Lintz
- Julie Victor : Adèle Lafleur, substitut du procureur
- Jules Angelo Bigarnet : Hugo, fils du lieutenant Dimeglio
- Éric Naggar : Le procureur
- Gérald Laroche : Gryner
- Frédéric Épaud : François Dermaut
- Éléonore Pourriat : Cécile Van Hecken
- Sava Lolov : Jorgen Van Hecken
- Xavier Maly : Me Bernier
- Mickaël Collart : Blondel
- Élisa Noyez : Antke 15 ans
- Marilou Lopes-Benites : Antke 10 ans
- Élise Diamant : Julie Chabert
- Marc Grosy : Inspecteur IGSJ
- Léo-Paul Salmain : Florian
- Cédric Bouvier : Serveur
- Lucas Renault : Thomas Dermaut
- Esther Valding : Marjorie
- Sylvie Loeillet : Infirmière

### Épisode 3:Pour oublier
- France : 27 février 2015 sur France 2

- France : 3,94 millions de téléspectateurs (15,9 %)[13] (première diffusion)

- Cassandre Vittu de Kerraoul : Lieutenant Tina Varese
- Anne Cressent : Charlotte, greffière de la juge Lintz
- Julie Victor : Adèle Lafleur, substitut du procureur
- Irène Jacob: Hélène Casal
- Frédéric Pierrot : Juge Mathieu Casal
- Julien Crampon : Renaud Casal
- Gabin Lefebvre : Martin Casal
- Marc Barbé : Paul Fraysse
- Antonia Malinova : Liliane Keller
- Laurent Krause : Fabrice Keller
- Marie-Hélène Lentini : Mme Lafleur
- Gérard Sergue : M. Lafleur
- Idrissa Diabate : Dramane Kelta
- Lily Bensliman : Psy Martin
- Tommy Cavillon : Infirmier Rovère

### Épisode 4:Je ne voulais pas
- France : 27 mars 2015 sur France 2

- France : 3,58 millions de téléspectateurs (14,7 %)[14] (première diffusion)

- Cassandre Vittu de Kerraoul : Lieutenant Tina Varese
- Anne Cressent : Charlotte, greffière de la juge Lintz
- Julie Victor : Adèle Lafleur, substitut du procureur
- Roxane Brumachon : Juliette Faure
- Nabiha Akkari : Marion Faure Il s'agit de Natalia Doncheva.
- Stéphan Wojtowicz : Marc Maudet
- Norbert Haberlick : Guy Faure
- Kader Boukhanef : Juge Geoffray
- Éric Naggar : Procureur
- Francine Bergé : Catherine Sand
- Jérémy Cavillon : jeune blessé
- Carole Deffit : Camille
- Nicolas Woirion : Chavassieu
- Olivier Florentin : Calebras
- Philippe Rigot : ouvrier pelleteuse

### Épisode 5:Apprendre deux fois
- France : 19 février 2016 sur France 2

- France : 3,699 millions de téléspectateurs (15,1 %)[15] (première diffusion)

- Cassandre Vittu de Kerraoul : Lieutenant Tina Varese
- Anne Cressent : Charlotte, greffière de la juge Lintz
- Julie Victor : Adèle Lafleur, substitut du procureur
- Hélène Alexandridis
- Florent Bigot de Nesles
- Isalinde Giovangigli
- Sarah Le Picard
- Léo-Paul Salmain

### Épisode 6:Mauvaise graine
- Suisse : 13 novembre 2015 sur RTS Un
- Belgique : 16 avril 2016 sur La Une
- France : 20 juillet 2016 sur France 2

- France : 3,3 millions de téléspectateurs (16,7 %)[16] (première diffusion)

- Cassandre Vittu de Kerraoul : Lieutenant Tina Varese
- Anne Cressent : Charlotte, greffière de la juge Lintz
- Julie Victor : Adèle Lafleur, substitut du procureur
- Marianne Basler
- Tom Hudson
- Rabah Nait Oufella
- Marie Vernalde

L’employée d’un Centre Éducatif Fermé est retrouvée morte de plusieurs coups de couteau à son domicile. A-t-elle été agressée par l'un des pensionnaires de ce centre spécialisé chargé de remettre sur le droit chemin de jeunes délinquants récidivistes ? Le commandant Rovère et la juge Lintz apprennent rapidement que Laurence Manet, la directrice de l’établissement, était en conflit ouvert avec la victime qui menaçait de la dénoncer à sa hiérarchie… On découvre en effet dans ce centre une ambiance délétère, où le racket, le chantage et la vengeance sont le quotidien d’une équipe éducative débordée qui ne fait plus confiance à cette directrice traumatisée par l’assassinat de sa propre fille un an auparavant…

## Saison 17 (2016)

### Épisode 1:Plein emploi pour la mort
- Suisse : 27 novembre 2015 sur RTS Un
- Belgique : 23 avril 2016 sur La Une
- France : 27 juillet 2016 sur France 2

- Cassandre Vittu de Kerraoul : Lieutenant Tina Varese
- Anne Cressent : Charlotte, greffière de la juge Lintz
- Julie Victor : Adèle Lafleur, substitut du procureur
- Muriel Combeau
- Philippe Hérisson
- Laura Puech
- Thomas Séraphine : Édouard, ex-beau frère de la juge Lintz
- Thomas Cousseau : Éric Garcin

### Épisode 2:Les fantômes n'ont pas de mémoire
- Suisse : 4 décembre 2015 sur RTS Un
- Belgique : 30 avril 2016 sur La Une
- France : 28 juin 2017 sur France 2

- France : 3,421 millions de téléspectateurs (15,2 %)[17] (première diffusion)

- Cassandre Vittu de Kerraoul : Lieutenant Tina Varese
- Anne Cressent : Charlotte, greffière de la juge Lintz
- Julie Victor : Adèle Lafleur, substitut du procureur
- Mathilde Hancisse
- Michel Jonasz
- Marie-Gaëlle Cals
- Nicolas Wanczycki